# Corydoras julii
Corydoras léopard
Espèce
Corydoras julii, communément appelé Corydoras léopard, est une espèce de poissons siluriformes d'eau douce de la famille des Callichthyidae, et originaire du Nord du Brésil dont l'habitat inclut des rivières côtières et des fleuves.

## Description
Corydoras julii peut mesurer jusqu'à 52 mm à l'âge adulte. Comme tous les espèces du genre Corydoras, son corps est cuirassé par des plaques osseuses. Il présente trois paires de barbillons. Son corps blanc à gris/brun, présente des taches (contrairement à Corydoras trilineatus où ce sont des zébrures). Sa ligne latérale noire est en zigzag.

### Dimorphisme sexuel
Nageoires ventrales pointues chez le mâle et plus arrondies chez la femelle. La femelle est également plus « ronde » que le mâle.

## Comportement et reproduction en aquarium
D'humeur craintive, il vit au fond du bac et ne dérange absolument pas les autres occupants du bac. C'est un poisson qui vit en banc d'au moins dix individus de son espèce. Sa reproduction est relativement délicate en aquarium car il faut deux mâles pour une femelle. Il se reproduit en période de pluie. Il faut donc, pour une reproduction en aquarium, simuler la pluie par un changement d'eau et un abaissement de la température de quelques degrés puis il faut remonter la température lentement.
Ce poisson est particulièrement sensible aux nitrates élevés ce qui peut poser problème sur un aquarium mal équilibré. Le poisson étant au fond du bac, il est dans une zone où le taux peut être plus élevé (cela est lié aux déchets se dégradant sur le sol).